# Plac Przyjaciół WOŚP we Włocławku
Plac Przyjaciół Wielkiej Orkiestry Świątecznej Pomocy – bezadresowy plac w formie ronda we Włocławku, usytuowane u zbiegu ulic Wroniej, Kruszyńskiej, Planty i Dojazdowej. Rondo wyposażone jest w sygnalizację świetlną.
Uchwała Rady Miasta Włocławek nadała rondu przedrostek „plac”, gdyż według samorządu miasta skrzyżowanie nie spełnia warunków kwalifikujących je jako rondo.

## Historia nazwy
Nazwa ronda została nadana przez darczyńcę, Agnieszkę, która w trakcie XI finału WOŚP "wylicytowała rondo". W rzeczywistości przedmiotem licytacji nie było samo rondo, a prawo nazwania go. Zwyciężczyni aukcji postanowiła nadać rondu nazwę Przyjaciół Wielkiej Orkiestry Świątecznej Pomocy. Oficjalnie nazwę rondu nadano 14 czerwca 2003 roku.